# شهرستان مارشال (ایلینوی)
شهرستان مارشال، ایلینوی (به انگلیسی: Marshall County, Illinois) یک سکونتگاه مسکونی در ایالات متحده آمریکا است که در ایلینوی واقع شده‌است.

## نگارخانه

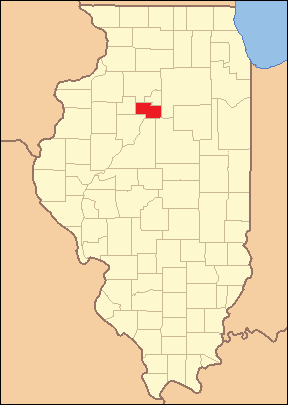
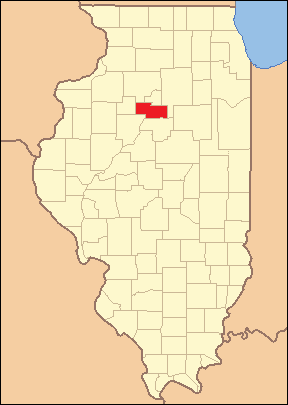